# Александров, Михаил Алексеевич
Михаи́л Алексе́евич Алекса́ндров (26 августа 1963, Иваново, Ивановская область, РСФСР, СССР) — российский и советский футболист, тренер. Кандидат в мастера спорта СССР.

## Карьера

### Клубная
Воспитанник ивановского футбола. Большую часть своей карьеры провел в «Текстильщике», за который провел более 250 матчей в первенствах страны. Обладатель Кубка РСФСР (1986), Победитель второй лиги (1981, 1982). Серебряный призёр Спартакиады народов СССР 1984 года в составе сборной РСФСР. Серебряный и бронзовый призёр чемпионатов РСФСР.
Зимой 1992 уехал в Польшу, где 1,5 сезона выступал за клуб 2-й лиги «Борута». В 1994 году провел сезон в Финляндии, в клубе 4-го дивизиона ТиПС (Вантаа).
Впервые возглавил «Текстильщик» в 2003 году, но по ходу сезона покинул свой пост. В 2005 году некоторое время исполнял обязанности главного тренера «Текстильщика» во время болезни тренера Владимира Белкова.

### Тренерская
В 2009 году вновь возглавил команду, но по окончании сезона, получив предложение занять пост помощника главного тренера калининградской «Балтики», подал в отставку.